# Meine Monster und ich
Meine Monster und ich (Originaltitel Me & My Monsters) ist eine britisch-australische Fernsehserie.

## Inhalt
Kurz nach ihrem Umzug von Australien nach England entdeckt Familie Carlson, dass in ihrem neuen Zuhause auch drei Monster wohnen, die in der Folge für zahlreiche Turbulenzen sorgen.
| Figur          | Darsteller                                              | Deutscher Sprecher |
| -------------- | ------------------------------------------------------- | ------------------ |
| Eddie Carlson  | Macauley Keeper                                         | Henning Katz       |
| Angela Carlson | Ivy Latimer                                             | Lisa May-Mitsching |
| Kate Carlson   | Lauren Clair                                            | Katrin Zimmermann  |
| Nick Carlson   | Felix Williamson                                        | Tobias Kluckert    |
| Freddy         | Heath McIvor Alice Osborne                              | Michael Pan        |
| Haggis         | Donald Austen David Collins                             | Tilo Schmitz       |
| Norman         | Fiona Gentle David Collins Sean Masterson Matthew McCoy |                    |